# Fundo de Conservação da Montanha Mulanje
O Fundo de Conservação da Montanha Mulanje (MMCT) é um fundo de conservação do Malaui.
O fundo concentra-se na Reserva Florestal da Montanha Mulanje.
O Fundo de Conservação da Montanha Mulanje foi estabelecido em 2000 como uma organização não governamental e tornou-se um fundo de conservação em 2005.
A fundação está sediada em Mulanje, na região sul do Malawi. O fundo é financiado pelo Banco Mundial através do Fundo para o Meio Ambiente Global.
O fundo foi parceiro da Agência dos Estados Unidos para o Desenvolvimento Internacional.